# Ermal Meta

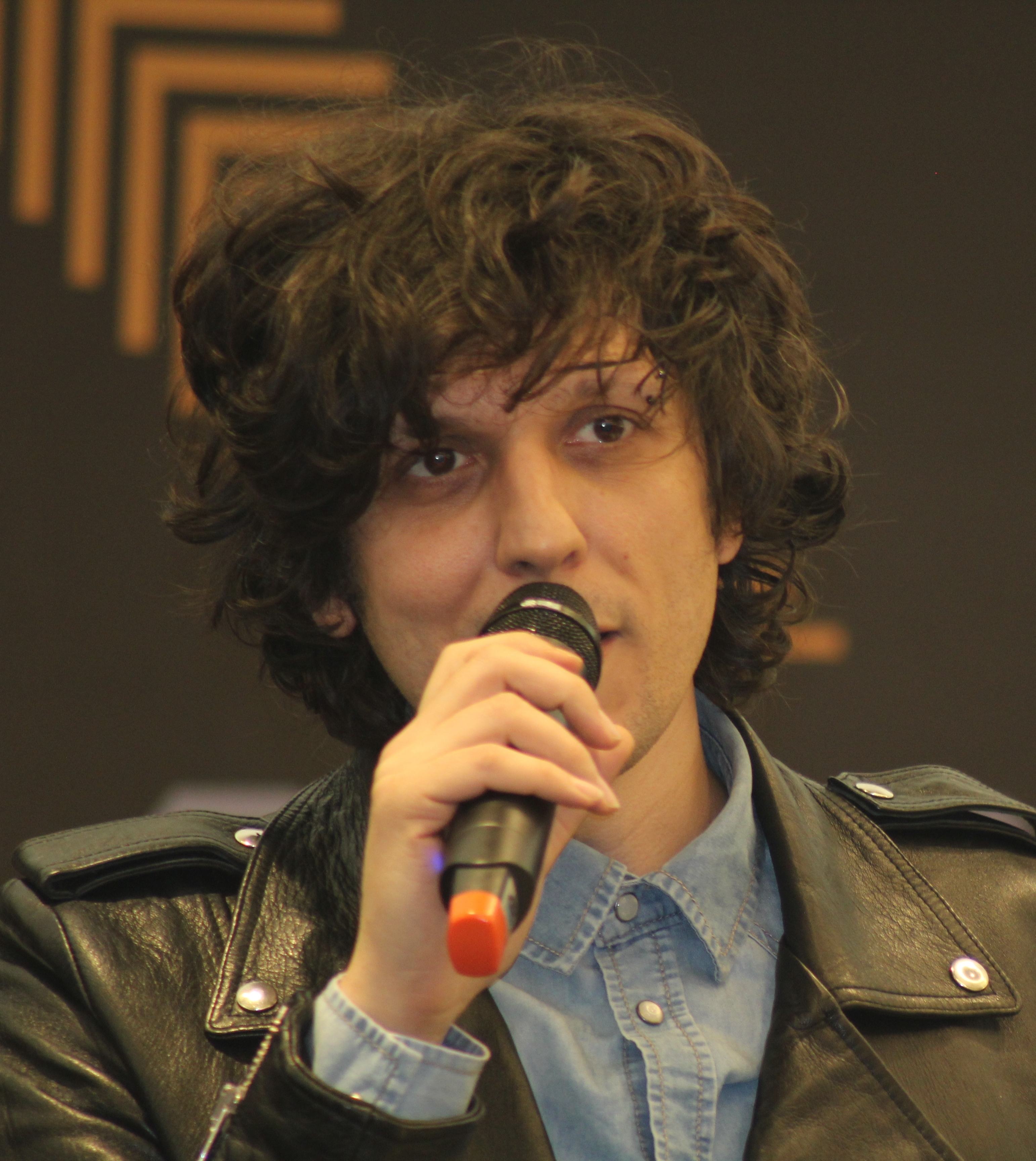
Ermal Meta (2018)

Ermal Meta (* 20. April 1981 in Fier, Albanien) ist ein italienisch-albanischer Cantautore und Songwriter.

## Werdegang
Meta verließ im Alter von 13 Jahren mit seiner Mutter und seinen Geschwistern die albanische Heimat und den gewalttätigen Vater und zog nach Bari. Dort begann er seine musikalische Karriere als Gitarrist der Band Ameba 4, die in der Newcomer-Kategorie des Sanremo-Festivals 2006 antrat. Im Folgejahr gründete er die Band La fame di Camilla, mit der er insgesamt drei Alben veröffentlichte. 2010 trat auch diese Band in der Newcomer-Kategorie des Sanremo-Festivals an, gelangte jedoch nicht ins Finale; schon 2013 löste sie sich wieder auf.
Seine Solokarriere begann Meta zunächst als Songwriter für diverse italienische Sänger, darunter Emma, Francesco Renga, Patty Pravo, Chiara, Marco Mengoni, Francesca Michielin, Francesco Sarcina, Giusy Ferreri, Annalisa und Lorenzo Fragola. 2013 schrieb er zusammen mit Niccolò Agliardi das Lied Non mi interessa für Patty Pravo, in dem er selbst als Duettpartner fungierte.
Anfang 2014 veröffentlichte Meta das Lied Tutto si muove, das Eingang in den Soundtrack der Fernsehserie Braccialetti rossi fand. Später im Jahr folgte die Single Lettera a mio padre. Ende 2015 erschien die Single Odio le favole; mit diesem Lied schaffte Meta es unter die Finalisten der Newcomer-Kategorie des Sanremo-Festivals 2016, wo er den dritten Platz erreichte. Beim Sanremo-Festival 2017 trat Meta in der Hauptkategorie an. Mit Vietato morire kam er wieder auf den dritten Platz und gewann den Kritikerpreis.
Zusammen mit Fabrizio Moro kehrte Meta schon 2018 wieder nach Sanremo zurück, wo dem Duo mit Non mi avete fatto niente der Sieg gelang. Beim Eurovision Song Contest 2018 in Lissabon erreichte es im Anschluss den fünften Platz für Italien.

## Diskografie

### MitLa fame di Camilla
| Jahr | Titel       | Höchstplatzierung, Gesamtwochen, AuszeichnungChartsChartplatzierungen (Jahr, Titel, Platzierungen, Wochen, Auszeichnungen, Anmerkungen) | Anmerkungen |
| Jahr | Titel       | IT | Anmerkungen |
| ---- | ----------- | --- | ----------- |
| 2010 | Buio e luce | IT72 (2 Wo.)IT |             |
| 2012 | L’attesa    | IT97 (1 Wo.)IT |             |

### Soloalben
| Jahr | Titel                         | Höchstplatzierung, Gesamtwochen, AuszeichnungChartplatzierungen (Jahr, Titel, Platzierungen, Wochen, Auszeichnungen, Anmerkungen) | Höchstplatzierung, Gesamtwochen, AuszeichnungChartplatzierungen (Jahr, Titel, Platzierungen, Wochen, Auszeichnungen, Anmerkungen) | Anmerkungen                                               |
| Jahr | Titel                         | IT | CH | Anmerkungen                                               |
| ---- | ----------------------------- | --- | --- | --------------------------------------------------------- |
| 2016 | Umano                         | IT45 (4 Wo.)IT | — | Erstveröffentlichung: 12. Februar 2016                    |
| 2017 | Vietato morire                | IT1 Platin · (81 Wo.)IT | — | Erstveröffentlichung: 10. Februar 2017 Verkäufe: + 50.000 |
| 2018 | Non abbiamo armi              | IT1 Platin · (48 Wo.)IT | CH18 (4 Wo.)CH | Erstveröffentlichung: 9. Februar 2018 Verkäufe: + 50.000  |
| 2019 | Non abbiamo armi. Il concerto | IT14 (12 Wo.)IT | CH73 (1 Wo.)CH | Erstveröffentlichung: 25. Januar 2019 Livealbum           |
| 2021 | Tribu urbana                  | IT1 (4 Wo.)IT | CH40 (1 Wo.)CH | Erstveröffentlichung: 12. März 2021                       |
| 2024 | Buona fortuna                 | IT8 (2 Wo.)IT | — | Erstveröffentlichung: 3. Mai 2024                         |

### Singles
| Jahr | Titel Album                                                | Höchstplatzierung, Gesamtwochen, AuszeichnungChartplatzierungen (Jahr, Titel, Album, Platzierungen, Wochen, Auszeichnungen, Anmerkungen) | Höchstplatzierung, Gesamtwochen, AuszeichnungChartplatzierungen (Jahr, Titel, Album, Platzierungen, Wochen, Auszeichnungen, Anmerkungen) | Anmerkungen                                                                |
| Jahr | Titel Album                                                | IT | CH | Anmerkungen                                                                |
| ---- | ---------------------------------------------------------- | --- | --- | -------------------------------------------------------------------------- |
| 2013 | Non mi interessa –                                         | IT97 (1 Wo.)IT | — | Patty Pravo feat. Ermal Meta                                               |
| 2016 | Odio le favole Umano                                       | IT66 (2 Wo.)IT | — | 2015 erschienen                                                            |
| 2017 | Vietato morire                                             | IT7 ×2Doppelplatin · (15 Wo.)IT | — | Verkäufe: + 100.000                                                        |
| 2017 | Piccola anima Vietato morire                               | IT54 Platin · (7 Wo.)IT | — | feat. Elisa Verkäufe: + 50.000                                             |
| 2018 | Non mi avete fatto niente Non abbiamo armi                 | IT2 Platin · (16 Wo.)IT | CH16 (3 Wo.)CH | Erstveröffentlichung: 7. Februar 2018 mit Fabrizio Moro Verkäufe: + 50.000 |
| 2018 | Dall’alba al tramonto Non abbiamo armi                     | IT77 (1 Wo.)IT | — |                                                                            |
| 2019 | Un’altra volta da rischiare Non abbiamo armi – Il concerto | IT27 (3 Wo.)IT | — | feat. J-Ax                                                                 |
| 2021 | Un milione di cose da dirti Tribu urbana                   | IT10 Gold · (8 Wo.)IT | — | Erstveröffentlichung: 4. März 2021 Verkäufe: + 35.000                      |

Weitere Singles
- 2014: Lettera a mio padre
- 2016: Volevo dirti
- 2016: A parte te – IT: Gold + Gold (Mescal) (60.000+)[10]
- 2016: Gravita con me
- 2017: Ragazza paradiso – IT: Gold (25.000+)[10]
- 2017: Voodoo Love (feat. Jarabe de Palo)
- 2018: Dall’alba al tramonto – IT: Gold (25.000+)[10]

## Songwriting (Auswahl)
| Jahr | Titel                                | Interpret           | Album                           |
| ---- | ------------------------------------ | ------------------- | ------------------------------- |
| 2012 | Un nuovo nome                        | Francesca Michielin | Riflessi di me                  |
| 2013 | Ti amavo per sempre                  | Antonella Lo Coco   | Geisha                          |
| 2013 | Non mi interessa                     | Patty Pravo         | —                               |
| 2013 | Spara amore mio                      | Annalisa            | Non so ballare                  |
| 2013 | Io tu e noi                          | Annalisa            | Non so ballare                  |
| 2013 | Non so ballare                       | Annalisa            | Non so ballare                  |
| 2013 | La prima volta                       | Annalisa            | Non so ballare                  |
| 2013 | 20 sigarette                         | Marco Mengoni       | Pronto a correre                |
| 2013 | Natale senza regali                  | Marco Mengoni       | Pronto a correre                |
| 2013 | Vieni con me                         | Chiara              | Un posto nel mondo              |
| 2014 | La vita è da vivere                  | Chiara              | Un giorno di sole               |
| 2014 | Il meglio che puoi dare              | Chiara              | Un giorno di sole               |
| 2014 | A ridere di tutto                    | Veronica De Simone  | Ti presento Maverik             |
| 2014 | Era una vita che ti stavo aspettando | Francesco Renga     | Tempo reale                     |
| 2014 | Qualunque vita è straordinaria       | Giusy Ferreri       | L’attesa                        |
| 2015 | Straordinario                        | Chiara              | Un giorno di sole straordinario |
| 2015 | Invincibile                          | Marco Mengoni       | Parole in circolo               |
| 2015 | Io ti aspetto                        | Marco Mengoni       | Parole in circolo               |
| 2015 | La neve prima che cada               | Marco Mengoni       | Parole in circolo               |
| 2015 | La nostra vita è oggi                | Lorenzo Fragola     | 1995                            |
| 2015 | Resta dove sei                       | Lorenzo Fragola     | 1995                            |
| 2015 | Occhi profondi                       | Emma                | Adesso                          |
| 2015 | Arriverà l’amore                     | Emma                | Adesso                          |
| 2015 | Ad occhi chiusi                      | Marco Mengoni       | Le cose che non ho              |
| 2015 | La nostra estate                     | Marco Mengoni       | Le cose che non ho              |
| 2015 | Le cose che non ho                   | Marco Mengoni       | Le cose che non ho              |
| 2015 | Nemmeno un grammo                    | Marco Mengoni       | Le cose che non ho              |
| 2016 | Un cuore in due                      | Francesca Michielin | di20are                         |
| 2016 | Con le mani                          | Lorenzo Fragola     | Zero Gravity                    |
| 2016 | Luce che entra                       | Lorenzo Fragola     | Zero Gravity                    |
| 2016 | Scarlett Johansson                   | Lorenzo Fragola     | Zero Gravity                    |
| 2016 | Big Boy                              | Sergio Sylvestre    | Big Boy                         |
| 2016 | Parlerò d’amore                      | Alice Paba          | —                               |
| 2016 | Il bene                              | Francesco Renga     | Scriverò il tuo nome            |
| 2016 | Una strada infinita                  | Elodie              | Un’altra vita                   |
| 2017 | Una favola non è                     | Elodie              | Tutta colpa mia                 |
| 2017 | È soltanto pioggia                   | Leonardo Lamacchia  | Ciò che resta                   |
| 2017 | Un brutto sogno                      | Leonardo Lamacchia  | Ciò che resta                   |